# 아테네의 타이먼

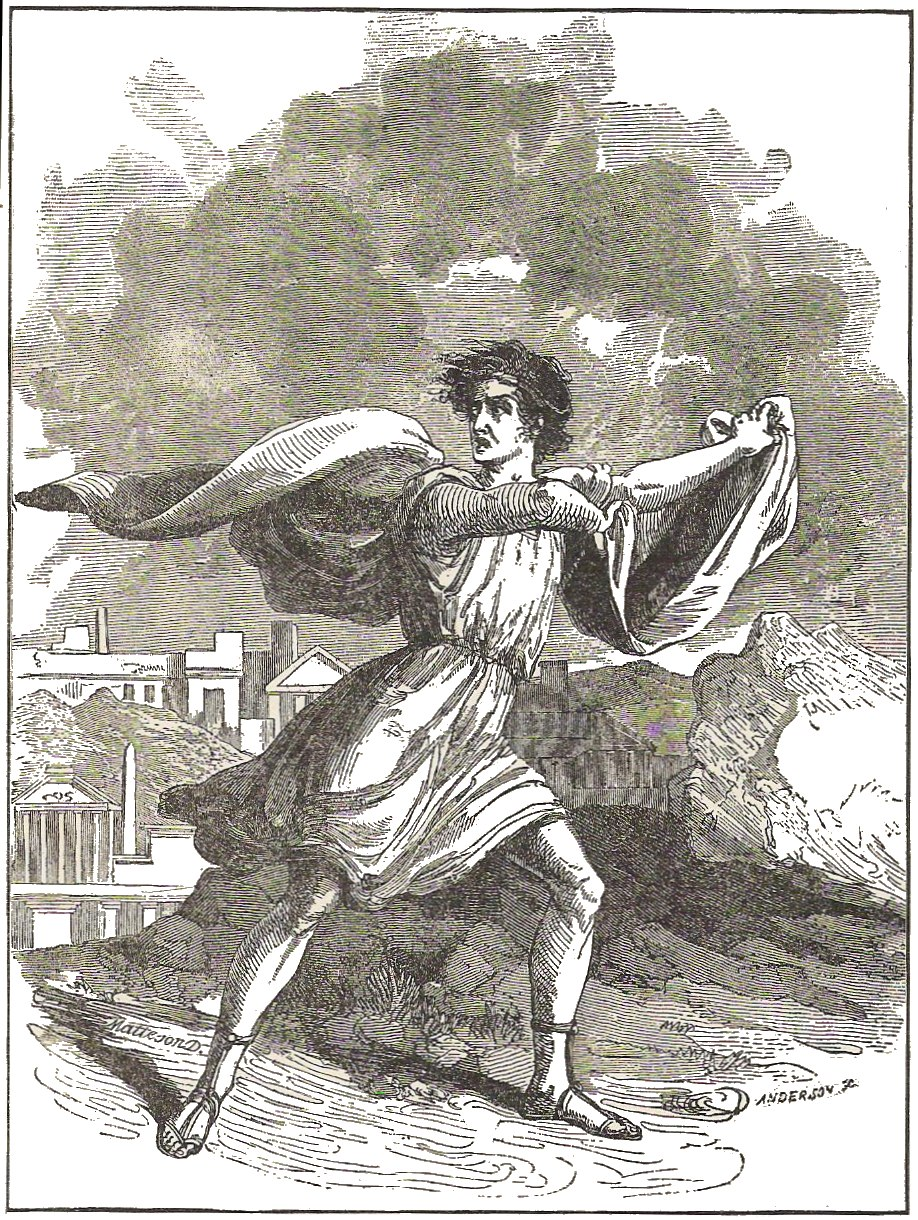

《아테네의 타이먼》(Timon of Athens)은 약 1605~1606년 사이에 토머스 미들턴과 공동으로 쓰인 것으로 추정되는 윌리엄 셰익스피어의 희곡이다. 거부 타이먼의 몰락과 그의 은덕을 배신하는 아테네 정치가, 상인, 예술인 등의 이기적 행태를 보여 주며 배금주의와 사리사욕에 사로잡힌 한 공동체의 진상을 고발한다.

## 배경
아테네 부호 타이먼은 조건 없이 베푸는 미덕을 몸소 실천해 아테네 전 시민으로부터 존경과 찬사를 받는다. 하지만 매일같이 성찬을 베푸는 사이 그의 창고는 서서히 바닥을 드러내고 있었다. 집사의 충고에도 넉넉히 베푸는 일을 멈추지 않던 타이먼은 결국 파산한다. 그래도 타이먼은 절망하지 않는다. 친구들이 자신에게 신세 진 일을 모른 척하지 않을 거라 확신하기 때문이다. 하지만 그의 기대는 여지없이 무너진다. 믿었던 친구들이 어려움에 처한 타이먼을 외면한 것이다. 타이먼은 아테네에 저주를 퍼부으며 숲에서 은둔한다.
같은 시기에 쓰인 비극 ＜리어 왕＞이나 문제극 ＜자에는 자로＞와 같이 사회적 불평등과 법의 편파성을 비판적으로 묘사하고 있지만, 장르상 비극과 문제극 사이를 오가는 이 작품은 몰락한 주인공 타이먼의 인간혐오증을 극대화해 표현했다는 점이 특징이다. 타인에게 아낌없이 베풀던 박애주의자(philanthropist)에서 세상을 등진 채 마치 광야의 예언자처럼 인류의 타락과 부패를 절규하듯 선언하는 인간혐오자(misanthrope)로 급격히 변모하는 타이먼을 통해 셰익스피어는 배금주의에 의해 공동체적 유대가 내부적으로 파괴되는 사회적 풍경을 비판적으로 드러내 보인다. 이는 비단 상업자본주의가 모든 사회적 관계를 지배하기 시작한 17세기 초 영국 사회의 풍경일 뿐만 아니라 시대와 역사를 초월한 모든 인간 사회의 병폐임을 생각하면 이 작품의 놀라운 동시대성에 감탄하게 된다.